# Centro histórico de Arequipa
El Centro Histórico de Arequipa es el núcleo fundacional y la aglomeración de barrios con características propias que la circundan, se extiende sobre una superficie de 332 hectáreas y dentro de ella existen 5817 predios de los cuales 500 son categorizados como patrimonio, las edificaciones han sido construidas generalmente en el siglo XIX sobre el sitio de edificios coloniales anteriormente destruidos por el terremoto de 1868. Las casonas, generalmente hechas en sillar, se caracterizan por sus arcos semicirculares y sus techos en bóveda. Las estructuras de sillar poseen siempre los muros gruesos: 1 a 1.5 metros para las habitaciones, más de 2 metros para las iglesias. Gracias a la utilización de mortero de cal, los muros se muestran homogéneos, imagen que se refuerza con las bóvedas de ladrillo o de sillar que se justifican en la rareza de la madera.
El casco antiguo de la ciudad o damero fundacional, fue declarado por la Unesco como Patrimonio Cultural de la Humanidad en noviembre de 2000, y es desde entonces denominado Zona Monumental Unesco. Los monumentos existentes están clasificados en cuatro categorías que son Monumentos Religiosos, Monumentos Militares, Monumentos Civil-Públicos y Monumentos Civil-Domésticos.

## Definición

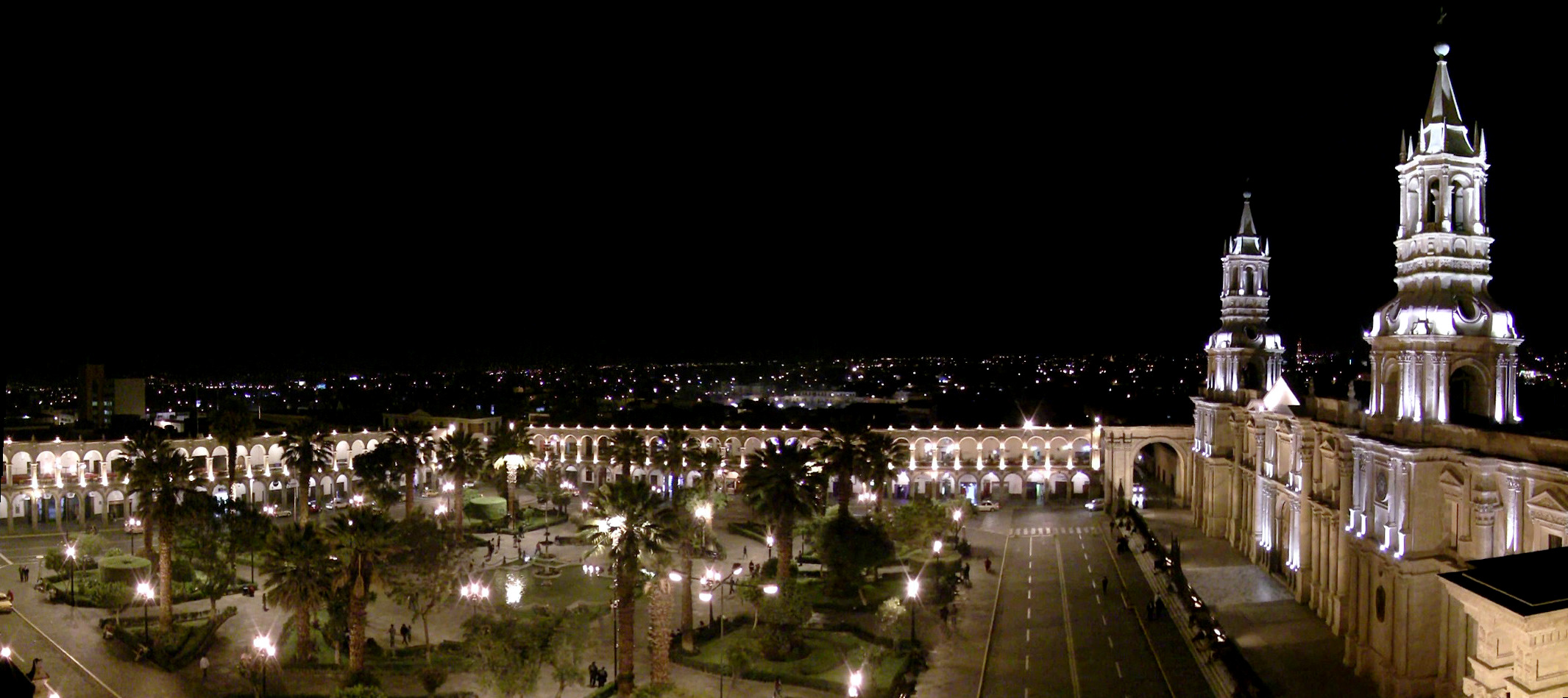
Plaza de Armas

El corazón de la ciudad histórica está constituido por la Plaza de Armas (plaza Mayor), con sus portales, el palacio de la ciudad (municipalidad o alcaldía) y la catedral, el más importante edificio religioso neoclásico del país, construido a mediados del siglo XIX sobre las ruinas de la primera iglesia barroca. En un ángulo de la plaza se encuentra la iglesia y los claustros de La Compañía, conocido como el conjunto más representativo del período barroco mestizo de fines del siglo XVIII. El monasterio de Santa Catalina, 20 000 m² de superficie, es una espectacular ciudadela religiosa, que integra los estilos de los siglos XVI y XVIII, las estructuras del complejo de San Francisco comprenden una pequeña plaza, la iglesia principal, el convento y los claustros de la Tercera Orden, datan del siglo XVIII. Las capillas y los conventos de Santo Domingo datan del siglo XVI al XVIII; San Agustín, La Merced y la iglesia de Santa Martha del siglo XVII. En cuanto a Santa Teresa y a Santa Rosa, son dos ilustraciones de la arquitectura del siglo XVIII. El Puente  (hoy día Puente Bolognesi) y el Puente Grau, los dos pertenecientes al siglo XVIII, están hechos también en sillar.
En sus 332 hectáreas cuenta con 5817 predios de los cuales 500 inmuebles son categorizados como patrimonio, han sido construidas generalmente en el siglo XIX, sobre el sitio de edificios coloniales anteriormente destruidos por el terremoto de 1868. Las casonas, generalmente hechas en sillar, se caracterizan por sus arcos semicirculares y sus techos en bóveda. Las estructuras de sillar poseen siempre los muros gruesos: 1 a 1.5 metros para las habitaciones, más de 2 metros para las iglesias. Gracias a la utilización de mortero de cal, los muros se muestran homogéneos, imagen que se refuerza con las bóvedas de ladrillo o de sillar que se justifican en la rareza de la madera.
Las casonas, generalmente hechas en sillar, se caracterizan por sus arcos semicirculares y sus techos en bóveda. Las estructuras de sillar poseen siempre los muros gruesos: 1 a 1.5 metros para las habitaciones, más de 2 metros para las iglesias. Gracias a la utilización de mortero de cal, los muros se muestran homogéneos, imagen que se refuerza con las bóvedas de ladrillo o de sillar que se justifican en la rareza de la madera. La estructura pesada es embellecida con decoraciones dentro de grandes y espesos cuadros redondeados, o por profundos bajos relieves sobre la superficie de planos. La luz se combina en sus líneas para crear una dinámica que aligera la pesada estructura y la vuelve más interesante. La puerta lateral de la iglesia de Santo Domingo (del comienzo del siglo XVII), donde se encuentra una alegoría del Juicio Final, se encuentra típicamente dentro de todas las portadas de la ciudad y de la región.
El mérito de la arquitectura arequipeña no se limita solamente a la suntuosidad de los monumentos religiosos. Se encuentra también en las nobles casonas, casa vernaculares de proporciones bien equilibradas. El espacio urbano penetra al interior de las manzanas de las casas por los ángulos de las grandes puertas y los grandes corredores que nos llevan hasta los patios, donde las fachadas esculpidas son análogas a las exteriores, acentuando así la continuidad espacial. Las puertas y las ventanas están flanqueadas por pilastras y coronadas por frontones en relieve que hacen juego con los grandes muros. Las estrechas ventanas dejan penetrar la luz dentro de los arcos semicirculares y bajo los techos abovedados. Las casonas, con el conjunto monumental, las calles y las plazas, aseguran la armonía y la integridad con el paisaje urbano, y dan a la ciudad un valor urbano excepcional.

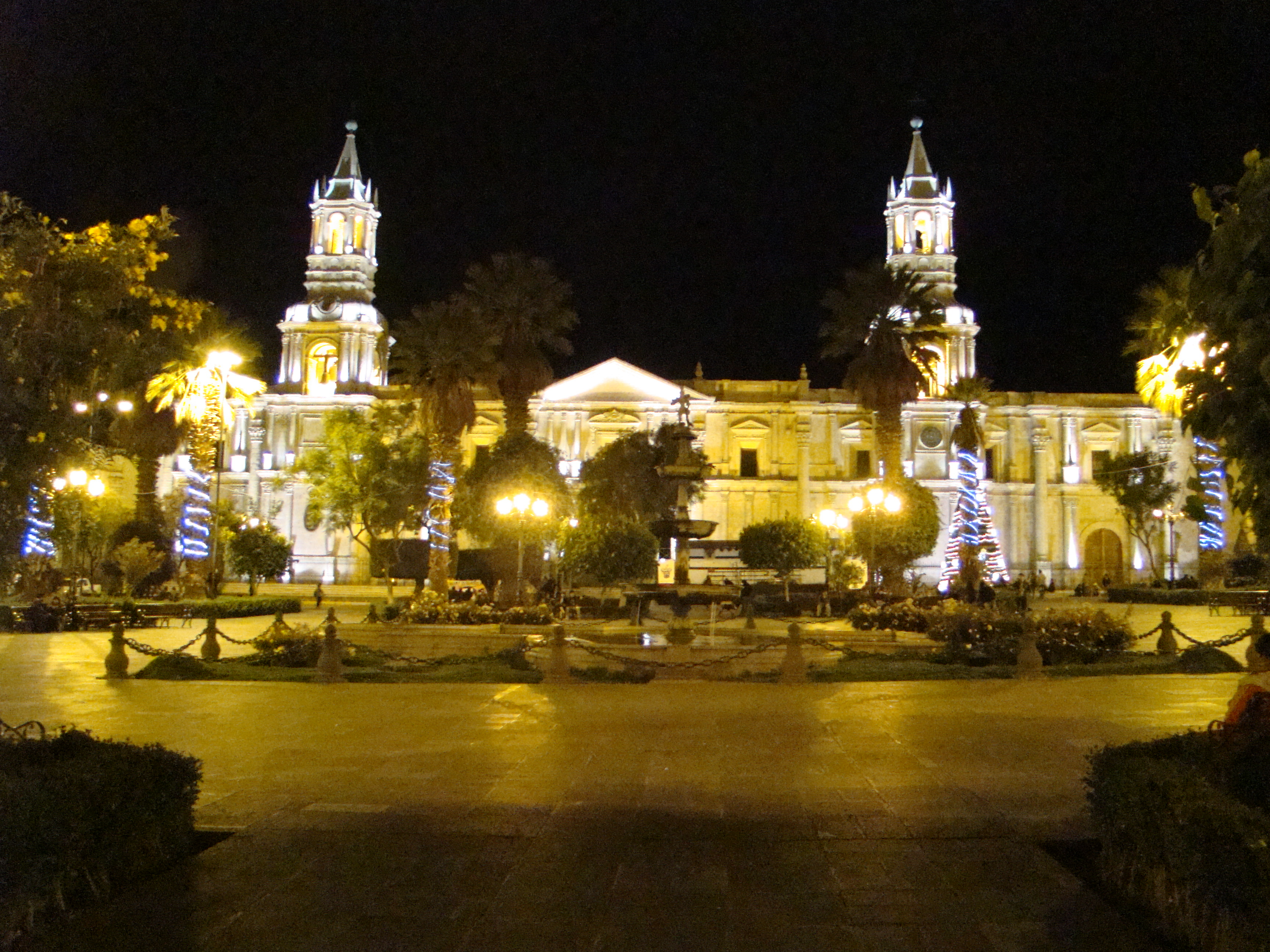
Vista nocturna de la Basílica Catedral de Arequipa.

## Traza urbana

### Damero fundacional
El 15 de agosto de 1540 se realiza un trazado de cuarenta y nueve «manzanas o islas». Se midieron los lados y cada uno de ellos contaba con una longitud de «400 pies castellanos» (111,40 metros), separadas por calles de «37 pies castellanos» (10,30 metros), es así que el damero fundacional se caracteriza por la perfección en el trazado de las manzanas.
El escritor Pedro Dávalos y Lissón, en su libro la Primera Centuria recoge la descripción dada por Paz Soldán en 1855:

«Fundose esa ciudad por orden de Francisco Pizarro y con bando solemne el día 15 de agosto de 1540. Su primer sitio, fue atrás de Caima, pero después se trasladó al en que hoy se halla, por presentar más extensión y comodidades. Al trazarla se cuidó que sus calles se cortasen en ángulos rectos y en dirección casi de NS y EO, y que cada cuadra tuviese 150 varas de largo y doce poco más o menos de ancho. Para conservar la salubridad, comodidad y aseo, se cortaron acequias en el medio de las calles, así rectas como transversales, cuyo cauce está bien acanalado. Las calles que corren   -230-   de E a O son ocho (las principales) y las otras también ocho: sus aceras todas están bien enlosadas con una especie de piedra blanca volcánica, llamada Sillary el piso restante empedrado con guijarros.»
Pedro Dávalos y Lissón - La primera centuria : causas geográficas, políticas y económicas que han detenido el progreso moral y material del Perú en el primer siglo de su vida independiente. Tomo II.’’

Debido esto, no hay duda que la entonces «Villa Hermosa de Arequipa» tenía intenciones de ocupar la capitalidad regional. La ciudad se convirtió en un nexo de conexión entre Cuzco, Charcas y el océano. Y de hecho la ciudad de Arequipa en la etapa de explotación de la plata en Potosí, se convirtió desde entonces «»en un gran centro logístico». La implantación urbana junto al actual barrio de San Lázaro, donde fue erigida la primera ermita de la ciudad ocupaba una extensión de 850 x 875 metros.
La plaza fundacional, ubicada a tres cuadras del río y que ocupaba una posición excéntrica en el damero fundacional y que según patrones hispánicos era el centro focal de la ciudad. Las manzanas era ocupadas por cuatro u ocho solares, y eran distribuidas según su importancia en los nuevos vecinos. Con el transcurrir del tiempo algunas instituciones religiosas llegaron a ocupar una cuadra como el caso del Convento de Santa Catalina y el Monasterio de San Francisco.

## Barrios y zonas
El centro histórico de Arequipa está compuesto por una sucesión de barrios que se aglutinan tanto dentro del damero funcional como de manera aledaña, los barrios y zonas que la componen son:

### Barrio de San Lázaro
Este es el barrio arequipeño más antiguo, con típicas calles estrechas. Aquí, apenas se fundó la ciudad, los frailes dominicos construyeron una ermita que con el tiempo se convirtió en parroquia. En el barrio se puede visitar una iglesia cuyo material de construcción fue el sillar. Sus antiguas casas están decoradas externamente con macetas de geranios y otras flores. Es el barrio más antiguo de Arequipa.

### Barrio de Selva Alegre
Está subiendo el parque selva alegre
Fue fundado como urbanización Alto de la Selva Alegre por un grupo de personas entre ellos Alejandro Pareja Bueno, Miguel Escalante Vela y Augusto Rivera Bueno 13 de abril de 1947, es un distrito ubicado entre el centro histórico y el volcán Misti, separado de Cayma por el río Chili, también separado de Miraflores por la torrentera El distrito en forma delgada, como una torre de cabeza, fue creado mediante Decreto Ley N.º 25849 del 16 de noviembre de 1992, en el gobierno del Presidente Alberto Fujimori.

## Arquitectura

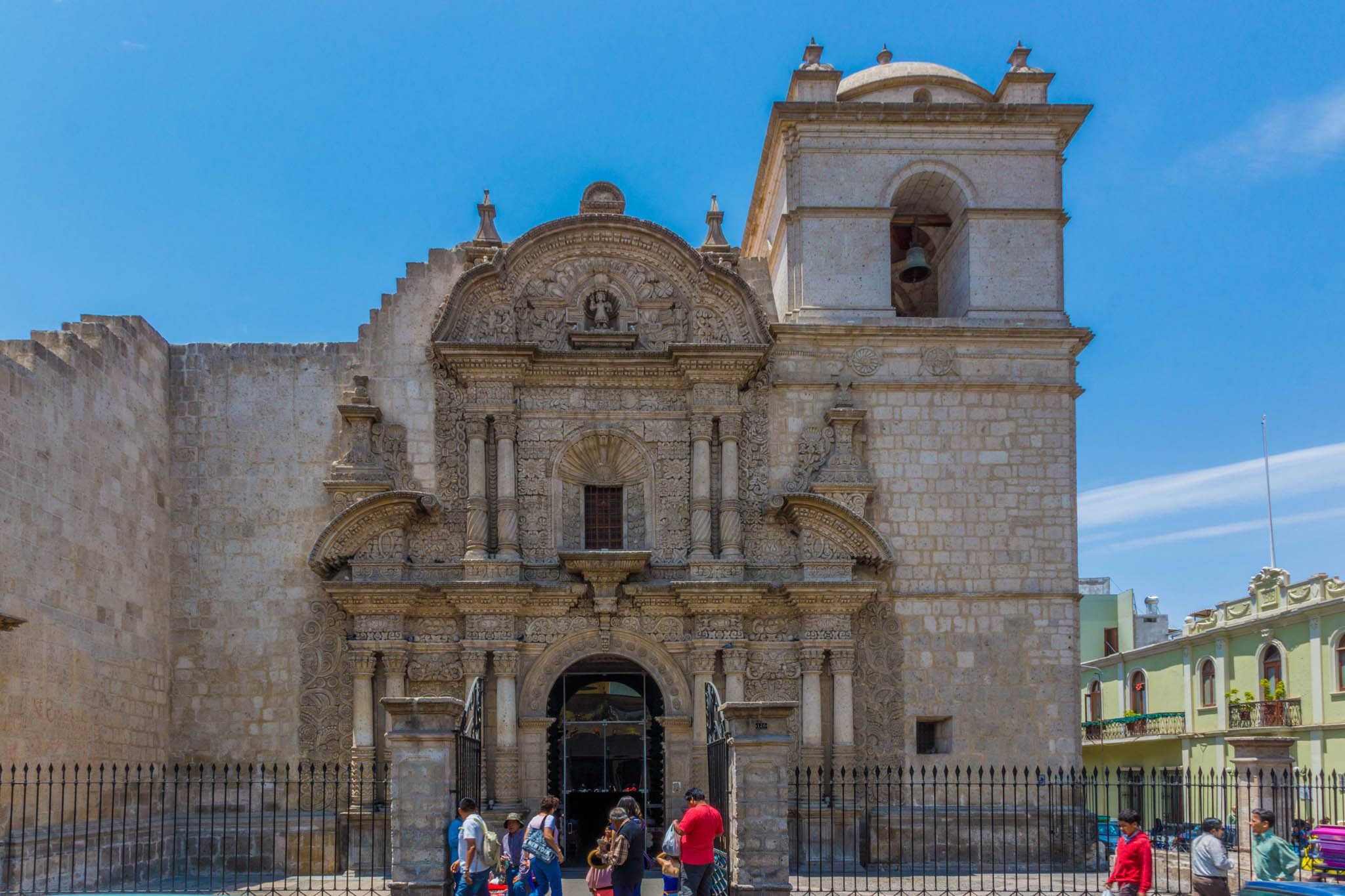
Iglesia de la Compañía de Jesús

Entre la arquitectura civil, arquitectura militar y religiosa categorizadas como patrimonio, destacan la Casa Moral, La Casa de Tristán del Pozo, La Casa de Irriberry, La Casa del Pastor, El Palacio de Goyeneche y La Mansión del Fundador. Respecto a la arquitectura religiosa destaca «El monasterio de Santa Catalina» (el más importante e impresionante monumento religioso del Perú). y La iglesia de la Compañía y sus claustros, fundada por los jesuitas en el siglo XVII, (la que a veces alberga diferentes eventos culturales y de moda), «la iglesia y convento de la Merced», «el conjunto arquitectónico colonial San Francisco» (que data del siglo XVI), «el convento Franciscano La Recoleta»,y en lo que refiere a la arquitectura militar destacan «El Fundo El Fierro» y «La Cárcel de Siglo XX».
El sillar, ha tenido una presencia gravitante en la región Arequipa, desde el uso casi mágico por las culturas preincaicas hasta la actualidad. Los primitivos pobladores de la región lo emplearon para dejar petroglifos y pictogramas. El protagonismo del sillar se inicia en el último tercio del siglo XVI. Esta piedra volcánica, blanco o excepcionalmente rosada, blanda, ligera, térmica, estética y resistente a la intemperie, surgió como solución estructural antisísmica. El sillar no se pudo aprovechar los primeros años, salvo para las portadas de la iglesia mayor y de algunas viviendas. La Arequipa original se construyó con adobe, cal y canto, techos de palos y paja, o bien torta de barro. Casas de este tipo se hicieron hasta el siglo XIX y fueron frecuentes en el siglo XVIII, algunas subsisten en el primitivo barrio de San Lázaro. Más tarde aparecieron el ladrillo y la teja, casas con teja se encuentran en el Monasterio de Santa Catalina. El cataclismo de 1582 liquidó estos sistemas y planteó la reconstrucción antisísmica. Apareció entonces el sillar como la solución estructural privilegiada.
Fueron, pues, los grandes terremotos los que marcaron hitos en la formación de la arquitectura arequipeña. Se pueden mencionar cinco períodos:
| - Fundacional y aldeano (1540-1582), - Esplendor del barroco (1582-1784), - Revisiones rococó y neoclásicas (1784-1868), | - Empirismo modernizante y - Evocaciones neo coloniales (1868-1960) y - Contemporánea. |

### Monumentos Religiosos
En el casco histórico se contabiliza la existencia de 14 iglesias o templos, 4 capillas, 5 conventos y 3 monasterios, entre los monumentos de este tipo destacan:

#### Basílica Catedral

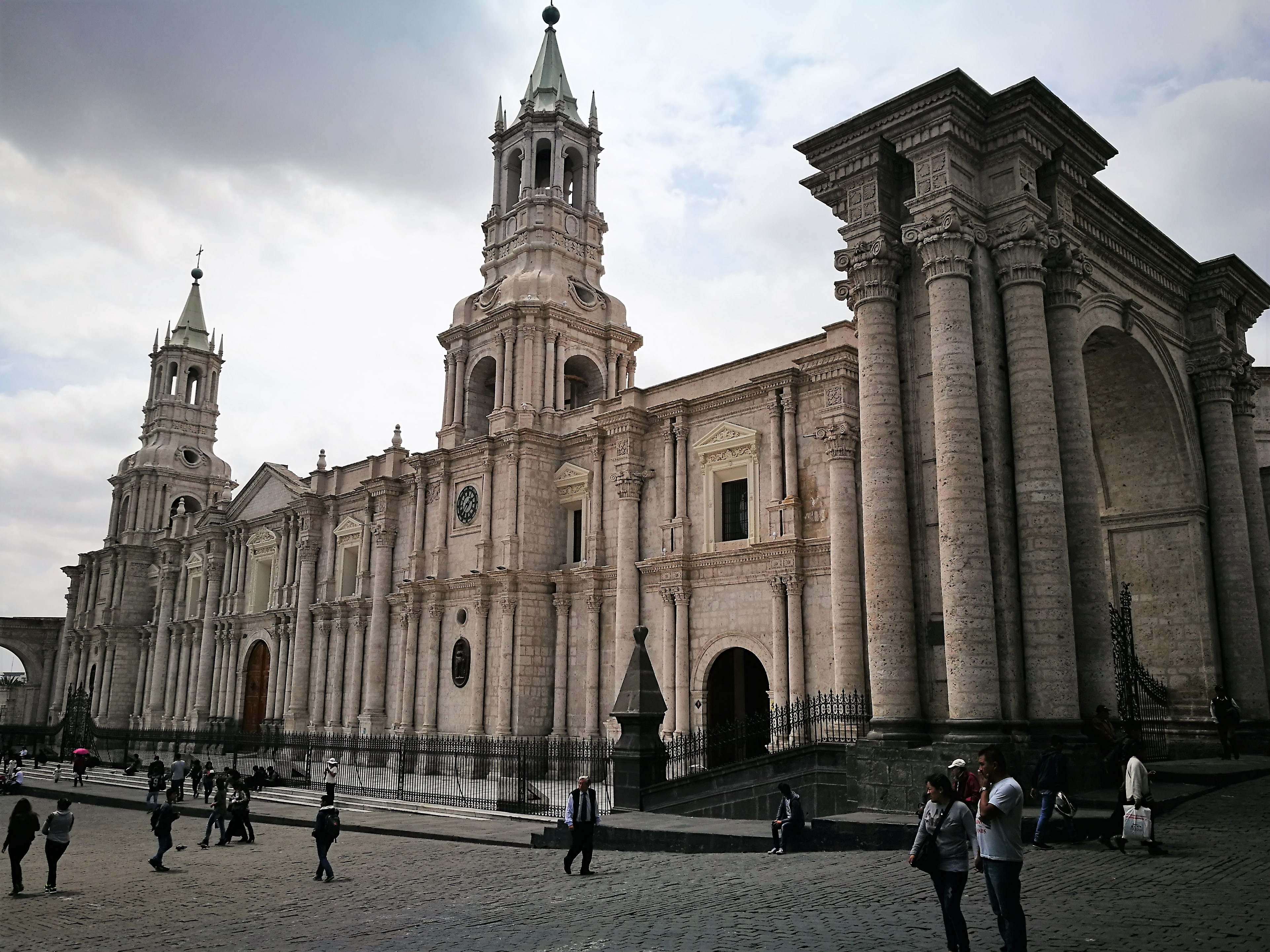
Catedral de Arequipa.

Es el más importante edificio neoclásico del Perú, producto de la reconstrucción comenzada en 1844 y terminada tres años después y dirigida por el arquitecto Lucas Poblete. Su interior es de tres naves con enfrentando con una de sus fachadas laterales la plaza principal de la que ocupa todo un costado, su fachada está dividida por columnas corintias.
Tras fundarse La Villa Hermosa de Arequipa, el 15 de agosto de 1540, se construyó provisionalmente una iglesia parroquial con el título de Señor San Pedro, Título que dio a la parroquia el Ilustrísimo Señor Obispo del Cusco, don Fray Vicente de Velarde, esta iglesia se ubica donde hoy está la catedral que fue construida sobre los cimientos de la anterior catedral colonial, que fue concluida en 1656 y destruida por un incendio en 1844. Autor de esta reconstrucción fue el maestro arequipeño Lucas Poblete cuya firma puede leerse en el arco de la entrada principal.
Posteriormente fue refaccionada después del terremoto de 1868 que la dañó seriamente; las torres actuales son posteriores a dicho terremoto: el frontón triangular central data del año del centenario 1950. Su estilo neo-renacentista con influencias en la parte interior del estilo francés imperante en la segunda mitad del siglo pasado.
La fachada está ornamentada con 70 columnas del clásico orden compuesto y mide 107 metros de longitud: su altura hasta la cornisa es de 15,60 metros, la altura total de las torres es de 43,60 metros, y tiene tres grandes portadas de arcos de medio punto y dos grandes arcos laterales. Los medallones de bronce que aparecen en la fachada datan de la época de la Confederación Perú - Bolivia (1836); en un medallón figura el escudo de la República Peruana y en el otro el del Estado Sud-Peruano. Recordando que la capital del Estado Sud-Peruano fue disputada entre las ciudades de Cusco y Arequipa, llegando solo a ser la última una capital de facto.
La Catedral de Arequipa tiene la peculiaridad de no poseer una fachada frontal sino lateral con la que ocupa íntegramente el lado norte de la plaza de Armas destacándose en toda su magnificencia. Su conjunto es hermoso; el altar mayor es de auténtico mármol de Carrara y fue confeccionado en Italia por el célebre escultor Filippo Moratilla.
El púlpito fue esculpido en Lille, Francia por el famoso artista Rigor y es una verdadera obra de arte por la clásica nobleza de sus líneas y la corrección de sus detalles, representa la imagen de Satán aplastado por la palabra divina. El órgano adquirido en Bélgica fue premiado en la Exposición Universal de París es imponente por su magnitud y junto con el órgano de Cali, Colombia, es el mayor en Sudamérica. La sillería del coro bajo merece especial mención, pero aún no está abierta a los visitantes. A lo largo de la nave central destacan magníficas tallas que representan a los doce apóstoles.
Esta Catedral fue declarada Basílica Menor por el Papa Pío XII con motivo del IV Centenario de la ciudad en 1940. Actualmente cuenta con un Museo que alberga tesoros de más de 400 años de historia de la fe del pueblo arequipeño, ubicado en el ala izquierda del complejo.

#### El convento de San Francisco

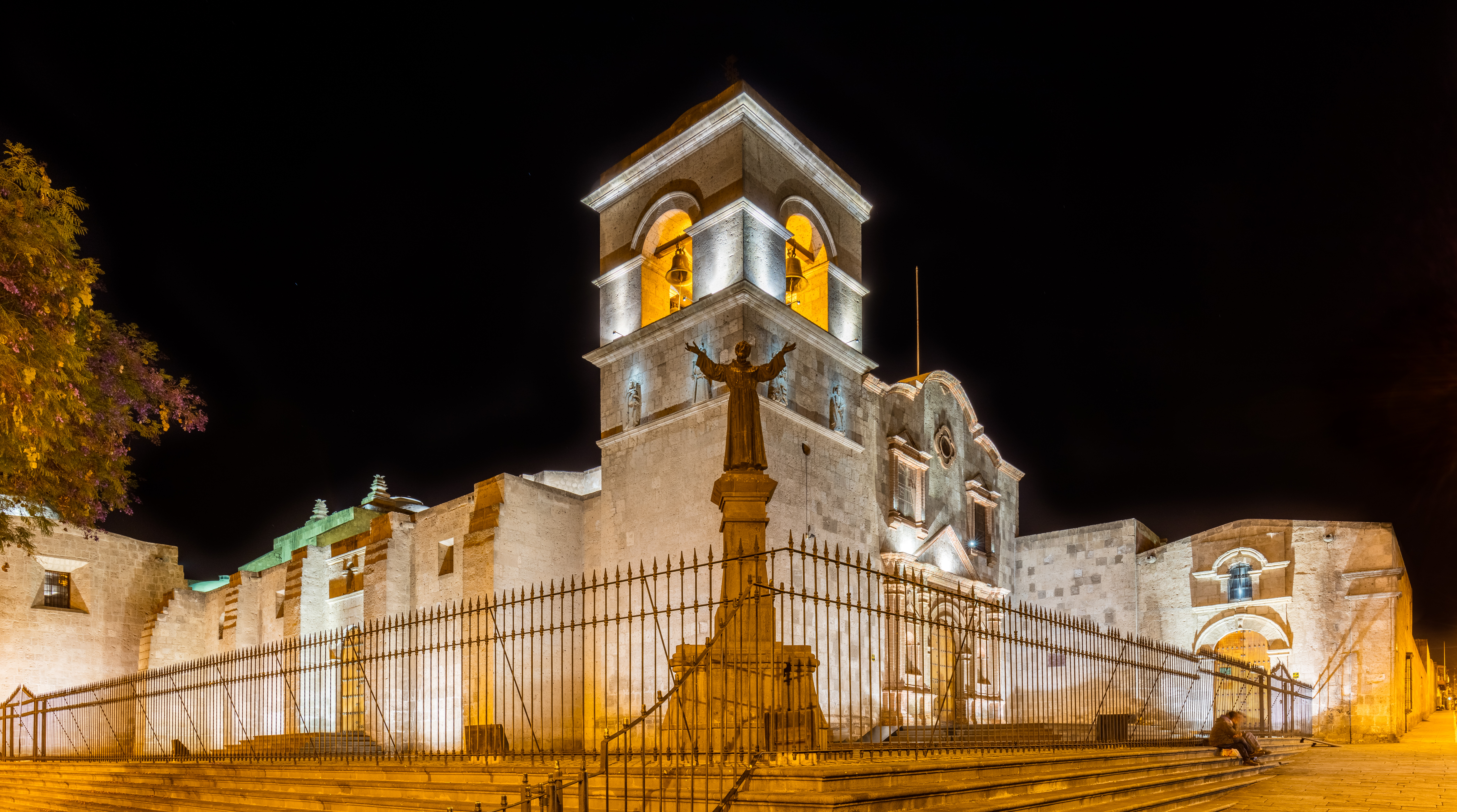
Iglesia de San Francisco

El templo de San Francisco se encuentra ubicado frente a una pequeña plaza. La iglesia tiene una planta rectangular, tres naves, un transepto y un presbiterio. Este convento fue fundado en 1552, pero su construcción no se dio sino unos años más tarde. Este complejo como los otros, ha sufrido los terremotos, y las modificaciones mayores están en las estructuras originales. El soberbio coro de la iglesia tallado en sillar, es la admiración de todos. Las esculturas se encuentran entre las más bellas obras del siglo XVII de Arequipa. El templo de la Tercera Orden se encuentra en la misma plaza, y fue construido luego del terremoto de 1784. El convento con una biblioteca de 20.000 libros y una pinacoteca, la iglesia de San Francisco, el Templo de la Tercera Orden así como la Fundación Fierro que alberga un mercado artesanal y un museo.
La iglesia de San Francisco, del siglo XVI, construida en ladrillo y sillar, posee tres naves, crucero y presbiterio con un coro de piedra.

#### Convento de la Recoleta

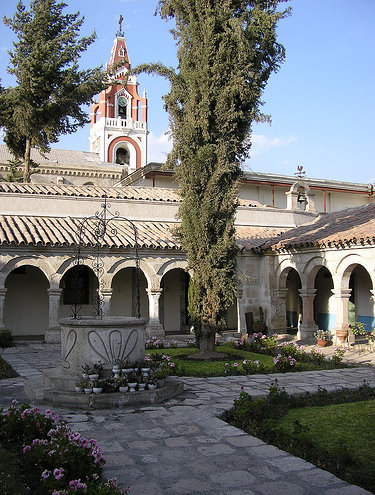
Convento de San Genaro o «la Recoleta»

Construido en el año 1648 en el barrio de Antiquilla, este convento posee claustros de estilo virreinal local. Uno de ellos, rectangular y denominado Alcantarino, es el mejor conservado. Con sus cuatro claustros, doce salas de exposición su iglesia y la gran biblioteca. Lleva al visitante por una completa síntesis de la historia religiosa del Perú. Las dos salas arqueológicas muestran con piezas traídas de todo el Perú la cultura peruana desde domesticación de animales y plantas en la Sala Fernández, así como los Antiguos Dioses del Perú Precolombino en su sala de Arte Precolombino. La llegada de los españoles y el choque cultural se ven dignamente representado por las muestras de artes pictóricos y religiosos con pinturas de la escuela limeña, escuela cusqueña, así como primorosos bordados y esculturas hechos en Arequipa y Huamanga respectivamente. La Evangelización a la Selva Peruana por parte de los franciscanos es una visión aparte de un nuevo mundo lleno de peligros y misterios descritos en las salas de etnología de la selva y de la flora y fauna amazónica. La música fue un elemento importante de la evangelización, para ello se pueden apreciar distintos tipos de instrumentos musicales de los grupos selváticos. La soberbia iglesia y la arquitectura arequipeña de todos los estilos y épocas, nos muestran el claustro en pie más antiguo de Arequipa, “el claustro alcantarino”, superviviente como ningún otro de la región a todos los terremotos que han azolado las tierras peruanas. La biblioteca con sus veinte mil libros nos enseña que, “la evangelización franciscana” se hizo con el cuidado y amor necesario de llevar a Cristo y respetar conocimientos de los antiguos peruanos. Las exposiciones de “Historia de los Juguetes en el Perú”, nos muestra lo importantes que son la educación y el juego en la conservación cultural; y la “Evolución del Arte textil peruano” nos muestra una continuidad cultural pocas veces captada en los museos peruanos. Sin lugar a dudas la visita al Convento museo La Recoleta de Arequipa garantiza una amplia satisfacción a quienes quieran conocer y tener una visión totalmente diferente de toda la historia del Perú. Torre de la Recoleta de Arequipa, la única de color rojo en la ciudad

#### Iglesia y claustros de Santo Domingo
Los primera congregación de doctrinario misioneros en llegar a la ciudad de Arequipa fueron los dominicos, el primer templo construido por esta congregación presenta una fachada y una nave central que data de 1647 posteriormente en el año de 1949 fue agregada una torre poligonal. El frontis de esta iglesia se caracteriza por un labrado muy cuidado de enredaderas, conjugado con flores de cantuta y ángeles trompeteros. Resistió numerosos acontecimientos telúricos en los años de 1582, 1604 pero tuvo que ser rehabilitada debido a los daños causados por el terremoto de 1868.

#### Iglesia y claustros de la Compañía de Jesús

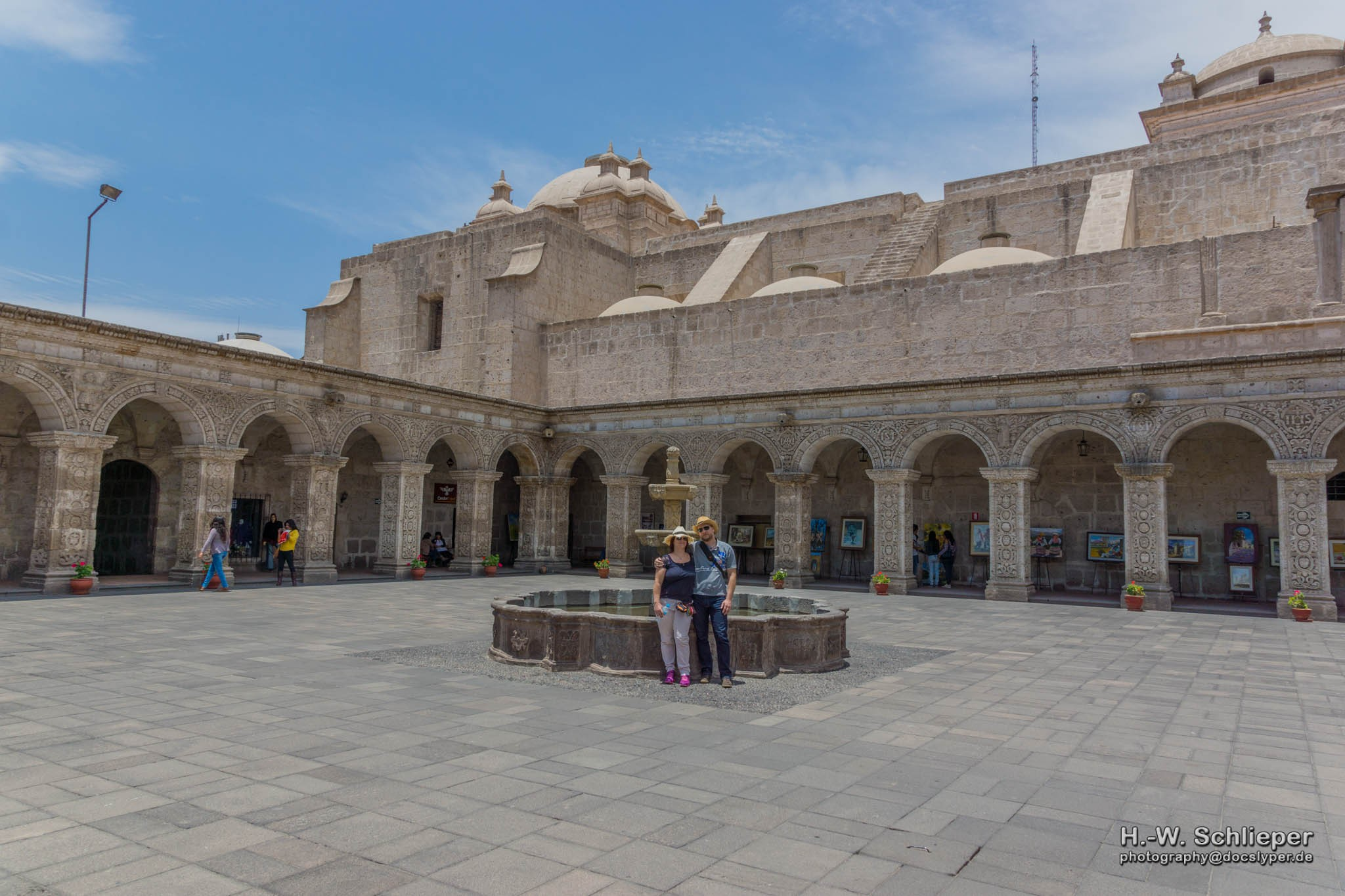
Claustros de la iglesia de los Jesuitas

Esta iglesia fue construida entre los años 1595 y 1698. Cuenta con una nave principal, dos alas laterales, un coro alto y un santuario. En el interior del templo se pueden apreciar retablos de madera tallada y recubiertos con pan de oro. En la sacristía está la capilla de San Ignacio, con murales polícromos que muestran la flora y la fauna tropicales.  Los claustros fueron edificados en el siglo XVIII.

#### Convento de Santa Catalina

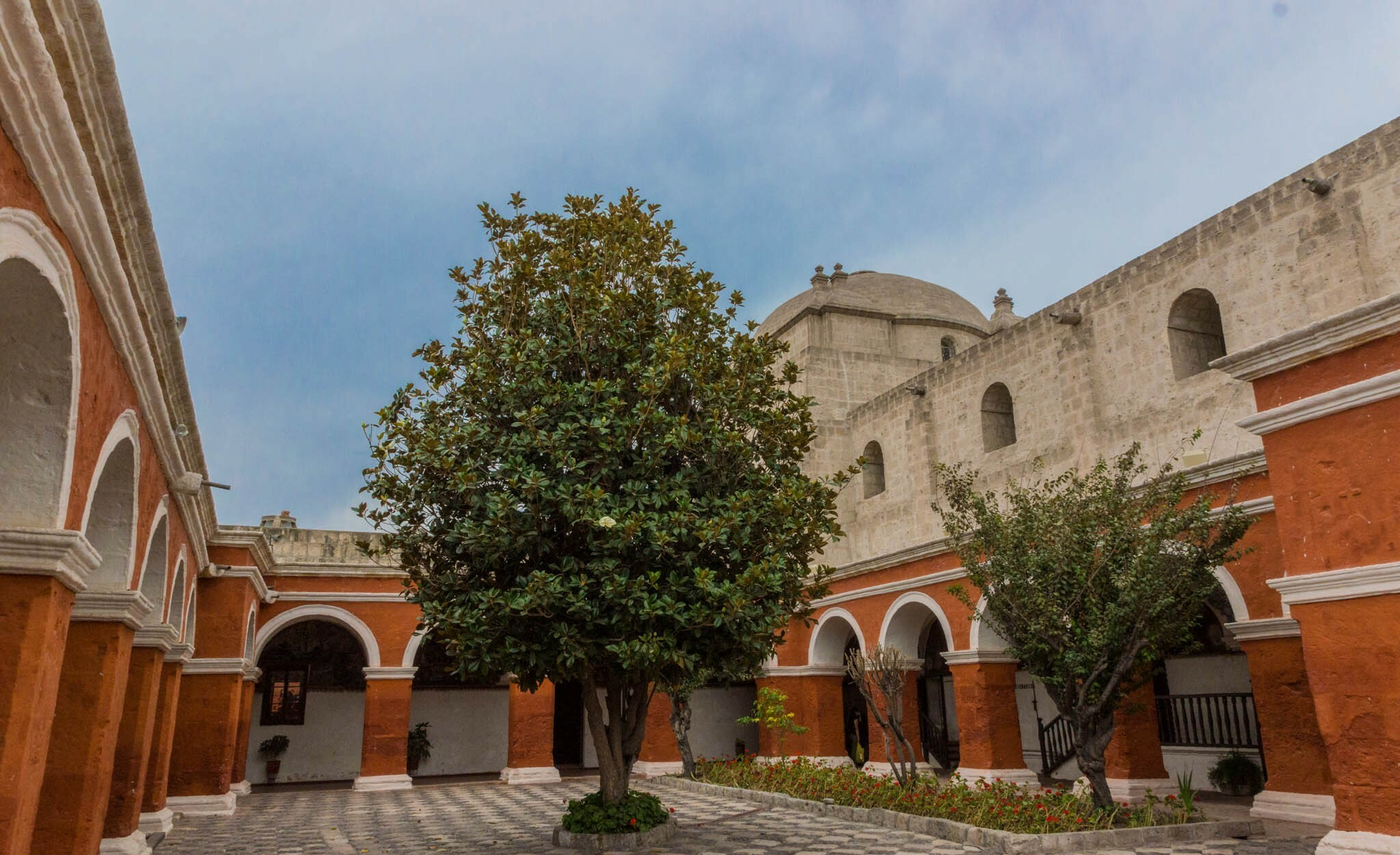
Monasterio de Santa Catalina.

Desde el año 1970, el público puede visitar el Convento de Santa Catalina considerado uno de los mayores atractivos turísticos de Arequipa. Su construcción en el siglo XVI sobre una base superior a los 20.000 metros cuadrados, tiene un templo de grandes dimensiones, claustros, celdas, fuentes, una pinacoteca, jardines e importantes murales. Cabe señalar que este gran convento-ciudad, con calles internas, fue un claustro de ingreso prohibido durante cuatro siglos. El Monasterio de Santa Catalina es madre del Monasterio de Santa Rosa, también ubicado en el centro de Arequipa.

### Monumentos Civil-Públicos
Existen 10 edificaciones que por origen se dedicaron a fines cívicos, como lo son los teatros Fénix. y el Teatro Municipal, el Hospital Goyeneche y el Hospital de Sacerdotes de San Pedro, los puentes Bolognesi y Grau, el Instituto Chávez de la Rosa, la Estación del Ferrocarril, el Mercado San Camilo y el Molino de Santa Catalina.

### Monumentos Militares
El centro histórico de Arequipa careció de una muralla tal y como la tuvo la ciudad de Lima, pese a ellos, persisten monumentos de carácter militar como la cárcel del siglo XX y el penal de mujeres de Fundo el Fierro.

### Monumentos civil–domésticos

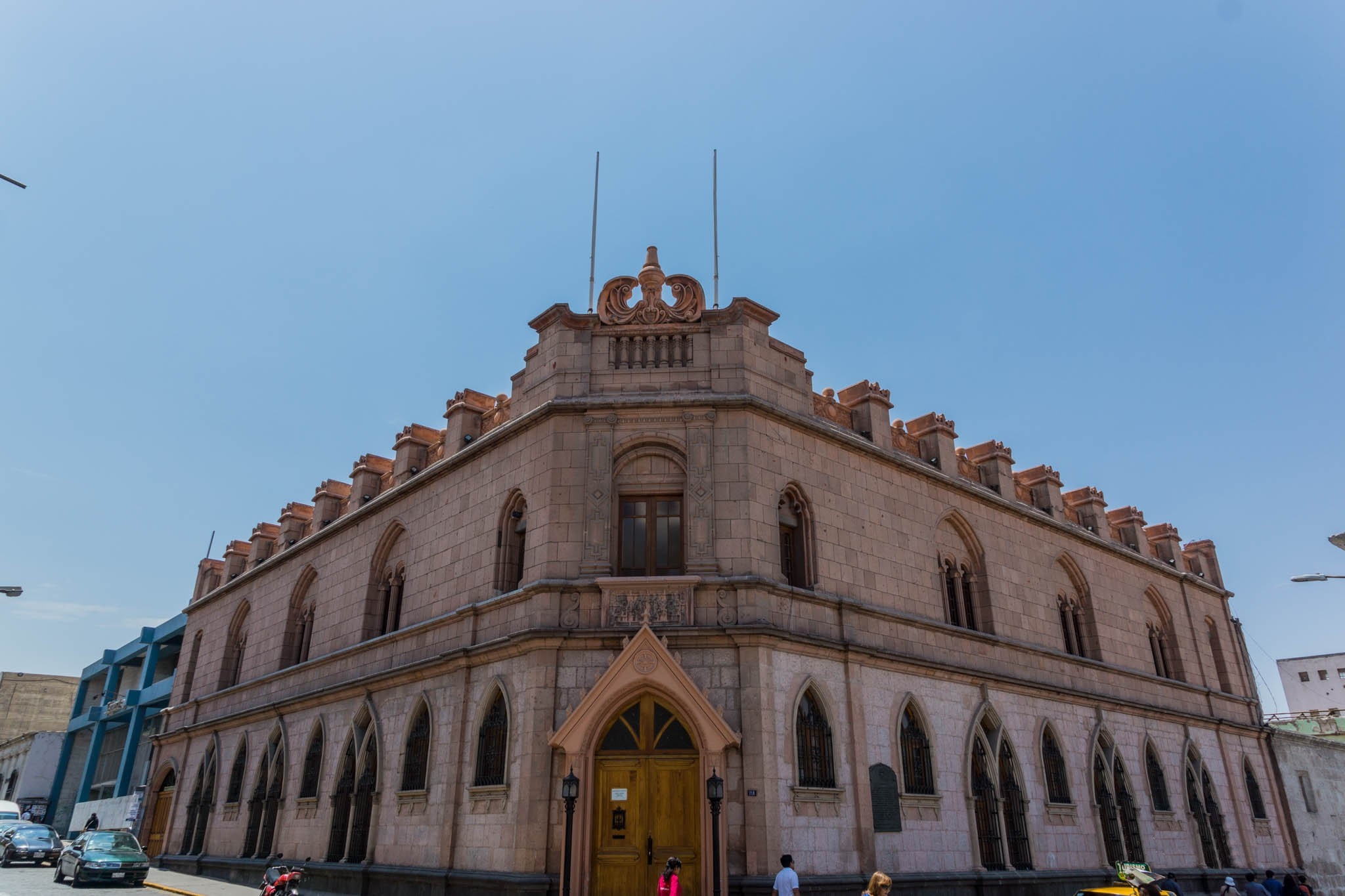
Palacio Arzobispal de Arequipa

En el ámbito del centro histórico existen 246 casonas declaradas monumentos que tuvieron uso doméstico, este tipo de edificaciones se caracteriza por sus sólidos anchos muros hechos a la manera de cajón, con arcos y bóvedas similares a los construidos en los templos y monasterios religiosos, dando las mismas robustez y monumentalidad a estas construcciones edificadas desde el siglo XVII y XVIII y generalmente usadas para vivienda.

#### Casa del Moral
Es una casona construida en el siglo XVIII, que se constituye como uno de los monumentos arquitectónicos más antiguos e importantes del barroco en la ciudad de Arequipa. El nombre de esta casona debe su nombre a un antiguo árbol de moras que crece en su patio principal. Posee muebles de la época colonial y republicana. La portada en sillar constituye una obra de arte en la que se aprecian figuras cuidadosamente talladas; en esta portada se observa una corona sobre un escudo que es sostenida por dos ángeles, y a su vez, el escudo se compone de un castillo, un ave, un puma y dos llaves cruzadas. Asimismo dentro de sus instalaciones destaca un salón con mapas “antiquísimos” de América del siglo XVI.

#### Casa Tristán del Pozo
En la actualidad, esta casona construida a mediados del siglo XVIII se ha convertido en la sede de un banco y alberga un museo de sitio además de una galería de arte. Esta construcción muestra el esplendor de la construcción colonial arequipeña habiendo sido utilizado como material la piedra de sillar. Tiene sus techos en forma de bóveda y los típicos patios coloniales construidos por los españoles.

## Parques y jardines
En el centro histórico se localizan numerosos parques y plazas que suman un total de 26 hectáreas de áreas verdes que se complementan con las 22 hectáreas de campiña dentro de esta zona monumental, entre las plazas y parques destacan los siguientes espacios:
| - Plaza de Armas - Plaza San Francisco - Parque Infantil Grau - Parque Biela - Óvalo Miguel Grau - Malecón Bolognesi | - Parque 28 de febrero - Parque La Recoleta - Parque Recoleta 1 - Parque Recoleta 2 - Óvalo Juan Manuel Polar - Parque El Poeta - Parque Benigno Ballón Farfán | - Parque Ciudad de Salta - Parque Dante Alighieri - Parque Martinetty - Parque Melgar - Instituto del Sur - Plazoleta San Camilo - Parque Duhamel | - Plaza 15 de agosto - Plaza España - Plaza Santa Teresa - Plaza Independencia - Parque San Lázaro - Parque Hotel libertador - Parque Selva Alegre | - Bosque Selva Alegre - Plaza San Antonio - Plaza Romaña - Vivero Municipal - Parque Infantil Selva Alegre - Club Internacional |

- Campiña del valle de Chilina. forma parte del parque natural de Selva Alegre y ocupa una extensión de 151 hectáreas
- Parque Selva Alegre. 20 hectáreas.[17]